# Jan Kułakowski
Jan Jerzy Kulakowski (Myszkow, 25 de agosto de 1930 - Varsovia, 25 de junio de 2011) fue un jurista, diplomático, político europeísta y sindicalista polaco, persona clave del sindicalismo europeo y de la integración de Polonia en la Unión Europea.

## Vida
Kulakowski participó en la sublevación de Varsovia contra la ocupación por la Alemania Nazi en la Segunda Guerra Mundial, exiliándose un año después de terminar la misma a Bélgica. Allí cursó Derecho y se doctoró en la Universidad de Lovaina. Trabajó en la sección polaca de Radio France en París. Su militancia sindical desde joven le llevó a ser el máximo responsable de la Organización Europea de la Federación Internacional de Sindicatos Cristianos en la década de 1960, de la Confederación Sindical Internacional entre la década de 1970 y 1980 y uno de los impulsores de la Confederación Europea de Sindicatos. De regreso a su país tras la transición democrática, ocupó destacados cargos de responsabilidad, principalmente relacionados con el papel de Polonia en Europa. Fue asesor del ministerio para la Integración Europea, jefe de la delegación de negociación Polonia-UE, primer embajador de Polonia en la Unión y miembro del equipo que elaboró el tratado de adhesión de su país a la Unión.
De 2004 a 2009 fue miembro del Parlamento Europeo integrado en el Grupo Liberal. Fue autor de importantes obras jurídico-políticas como Bagatela Encounters y The accession story: the EU from 15 to 25 Countries. Fue galardonado como caballero de la Orden del Águila Blanca en su país, la Legión de Honor francesa y gran oficial de la Orden de Leopoldo II en Bélgica.